# París-Roubaix 1980
La París-Roubaix 1980 fou la 78a edició de la París-Roubaix. La cursa es disputà el 13 d'abril de 1980 i fou guanyada per l'italià Francesco Moser, que s'imposà en solitari en l'arribada a Roubaix. Gilbert Duclos-Lassalle i Dietrich Thurau foren segon i tercer respectivament.
Amb aquesta victòria Moser aconseguia la seva tercera victòria consecutiva en aquesta clàssica, igualant la gesta que Octave Lapize havia aconseguit els anys 1909, 1910 i 1911.

## Equips
| Equips ciclistes professionals (15)- Sanson-Campagnolo - Peugeot-Esso-Michelin - Puch-Sem-Campagnolo - Renault-Gitane - IJsboerke-Warncke Eis - Boule d'Or-Sunair-Colnago - DAF Trucks-Lejeune - TI-Raleigh-Creda - Safir-Ludo - La Redoute-Motobécane - Miko-Mercier-Vivagel - Vermeer-Thijs-Mini-Flat - Marc-Carlos-V.R.D.-Woningbouw - HB Alarmsystemen - Boston-IFI-Mavic |
| |

## Classificació final
| \| Classificació general \| Classificació general \| Classificació general \| Classificació general \| Classificació general \| \| Corredor \| Corredor \| Equip \| Temps \| \| \| --------------------- \| ----------------------- \| ---------------------- \| --------------------- \| --------------------- \| \| 1r \| Francesco Moser \| Sanson-Campagnolo \| 6h 07' 28" \| \| \| 2n \| Gilbert Duclos-Lassalle \| Peugeot-Esso-Michelin \| + 1' 48" \| \| \| 3r \| Dietrich Thurau \| Puch-Campagnolo-Sem \| + 3' 30" \| \| \| 4t \| Bernard Hinault \| Renault-Gitane \| + 6' 05" \| \| \| 5è \| Marc Demeyer \| IJsboerke-Warncke Eis \| + 6' 05" \| \| \| 6è \| Alfons De Wolf \| Boule d'Or-Studio Casa \| + 6' 05" \| \| \| 7è \| Daniel Willems \| IJsboerke-Warncke Eis \| + 6' 05" \| \| \| 8è \| William Tackaert \| DAF Trucks-Lejeune \| + 8' 37" \| \| \| 9è \| Ludo Peeters \| IJsboerke-Warncke Eis \| + 9' 35" \| \| \| 10è \| Piet van Katwijk \| TI-Raleigh-Creda \| + 10' 38" \| \| |                         |                        |            |
| |                         |                        |            |
| Fonts: ProCyclingStats Cycling Archives |                         |                        |            |
| Classificació general |                         |                        |            |
| Corredor | Corredor                | Equip                  | Temps      |
| 1r | Francesco Moser         | Sanson-Campagnolo      | 6h 07' 28" |
| 2n | Gilbert Duclos-Lassalle | Peugeot-Esso-Michelin  | + 1' 48"   |
| 3r | Dietrich Thurau         | Puch-Campagnolo-Sem    | + 3' 30"   |
| 4t | Bernard Hinault         | Renault-Gitane         | + 6' 05"   |
| 5è | Marc Demeyer            | IJsboerke-Warncke Eis  | + 6' 05"   |
| 6è | Alfons De Wolf          | Boule d'Or-Studio Casa | + 6' 05"   |
| 7è | Daniel Willems          | IJsboerke-Warncke Eis  | + 6' 05"   |
| 8è | William Tackaert        | DAF Trucks-Lejeune     | + 8' 37"   |
| 9è | Ludo Peeters            | IJsboerke-Warncke Eis  | + 9' 35"   |
| 10è | Piet van Katwijk        | TI-Raleigh-Creda       | + 10' 38"  |